# Пловдивці
Пло́вдивці (болг. Пловдивци) — село в Смолянській області Болгарії. Входить до складу общини Рудозем.

## Населення
За даними перепису населення 2011 року у селі проживали 257 осіб.
Національний склад населення села:
| Національність   | Кількість осіб | Відсоток |
| ---------------- | -------------- | -------- |
| болгари          | 159            | 80,3%    |
| турки            | 0              | 0%       |
| цигани           | 0              | 0%       |
| інша             | 7              | 3,5%     |
| не визначились   | 32             | 16,2%    |
| Всього відповіли | 198            |          |

Розподіл населення за віком у 2011 році:
Динаміка населення: